# Dobsonenhet
Dobsonenhet (ofta förkortat DU) är en måttenhet som anger ozonlagrets tjocklek i atmosfären. En Dobsonenhet motsvarar tjockleken på det lager av ozonmolekyler som skulle bildas om atmosfärens samlade ozon pressades samman vid jordytan. En Dobsonenhet är definierat som ett 0,01 millimeter tjockt ozonlager sammanpressat vid trycket 1 atmosfär och temperaturen 0 °C. I genomsnitt motsvarar ozonlagret i tempererat klimat cirka 350 DU, i subarktiskt klimat cirka 450 DU och i tropiskt klimat cirka 250 DU. Ozonhalten varierar dock kraftigt under året, både på grund av naturliga fenomen och på grund av mänsklig påverkan.
Enheten är uppkallad efter Gordon Dobson, en brittisk fysiker och forskare vid University of Oxford.